# カペッリーニ

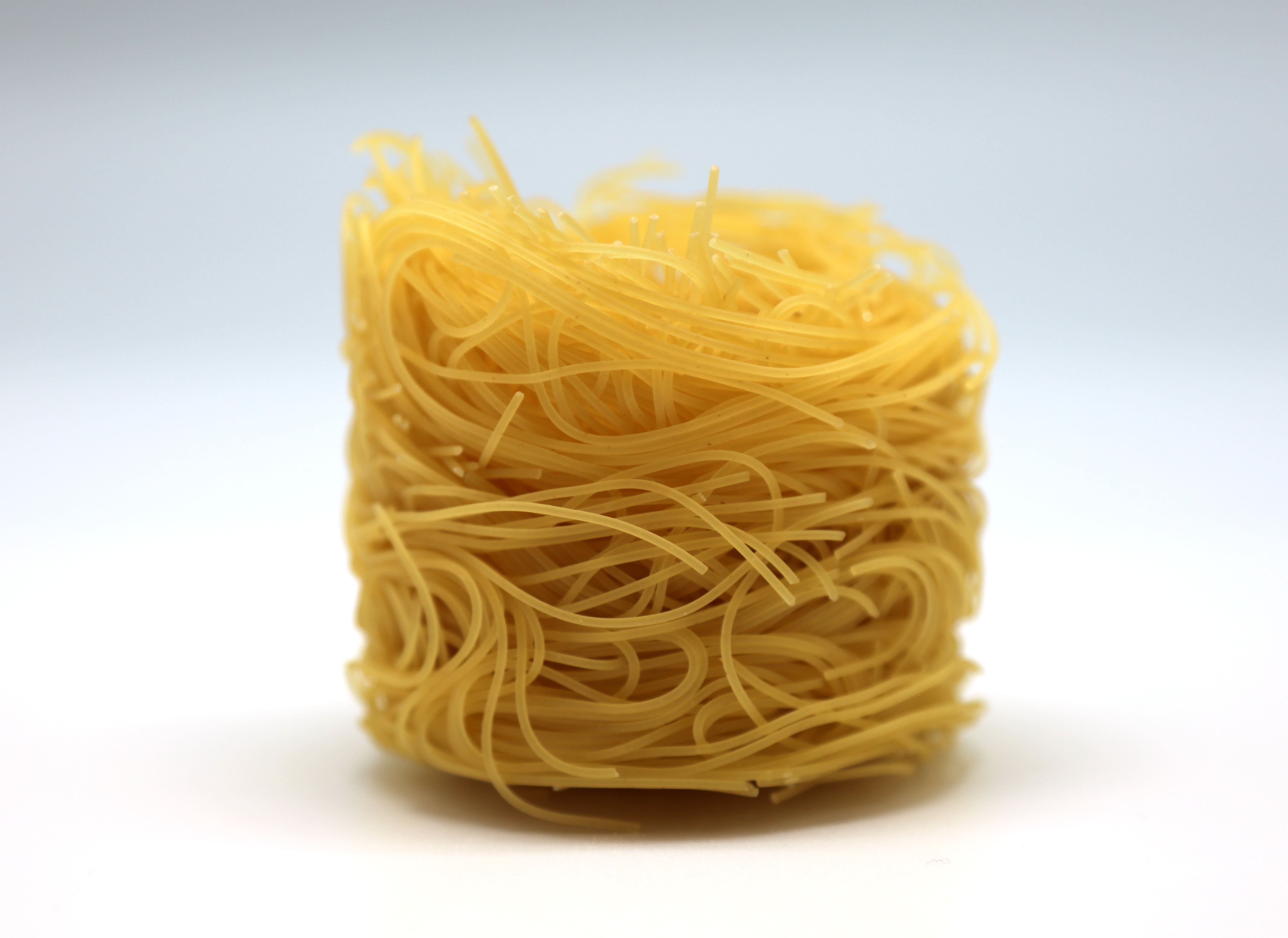
カペッリーニ。

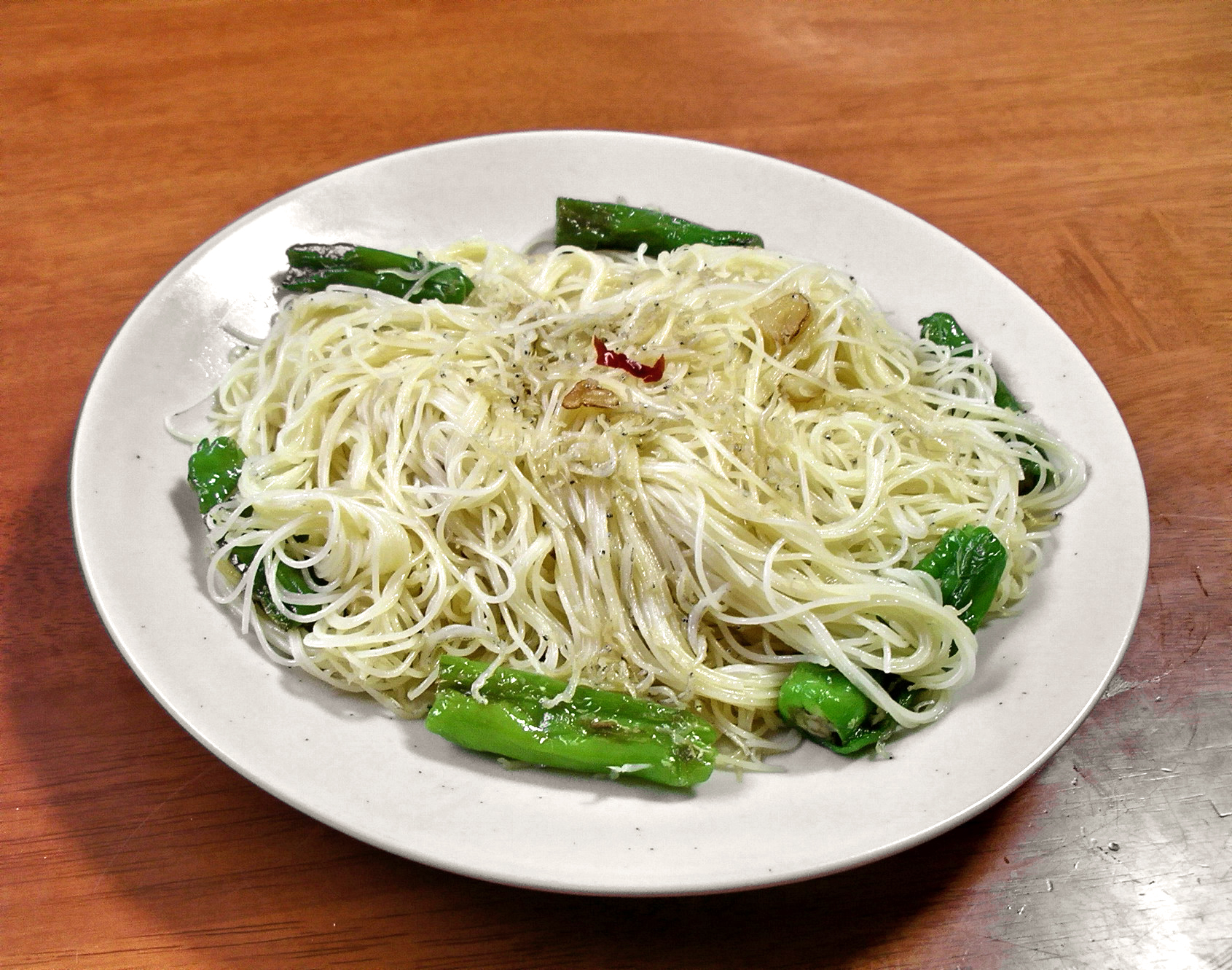
青唐辛子とシラスの乗ったカペッリーニ。

カペッリーニ（イタリア語: capellini）は、パスタの一種。円形の断面をもつ細長いパスタ（ロングパスタ）のうち、非常に細い種類のものを指す。日本では「カッペリーニ」という表記も用いられる（#日本における表記と発音参照）。

## 特徴
「カペッリーニ」の名は、その細さを「髪の毛」（capelli）に喩えたところから来ている。ジェノヴァ、ヴァッレ・ラティーナ地方（フロジノーネ県）、ナポリ周辺に発祥するという。
長い紐状のパスタ（麺）の姿はスパゲッティと同様であるが非常に細く、日本の素麺（直径 1.3 mm 未満）並みである。パスタの製造元によって規格は異なるが、ロングパスタの中で最も細い製品がしばしばこの名で呼ばれる。
ブイトーニ社は、直径 1.3 mm のものをカペッリーニとしており、スパゲッティーニ（1.6 mm）よりも細い区分である。
バリラ社では、直径 1.15 mm のものをカペッリーニとしており、フェデリーニ（1.4 mm）よりも細い。
ディ・チェコ社は直径 0.9 mm （英語版サイトによれば、0.85 mm から 0.92 mm の間）としており、スパゲッティーニ（1.6 mm - 1.7 mm）・フェデリーニ（1.4 mm - 1.5 mm）よりも細いパスタの規格である。

## 料理
その細さのために非常に火が通りやすく、茹で時間は2分前後と短い。茹ですぎると簡単にドロドロになるので注意が必要である。
オイルパスタ（茹でたあとに再びオイルと炒めるパスタ）の要領で炒めると、ちぎれてベトベトになってしまう。このため、日本では冷製パスタに利用されることが多い。
ナポリでは、パイにも用いられる。

## カペッリ・ダンジェロ
カペッリーニの別名として、「天使の髪の毛」を意味するカペッリ・ダンジェロ（capelli d'angelo）があり、英語名でエンジェルヘア・パスタ（angel hair pasta）とも呼ばれる。製造元によっては「カペッリ・ダンジェロ」をカペッリーニよりも細いパスタを指す呼称としている。
たとえば、ディ・チェコ社では、カペッリーニとカペッリ・ダンジェロを別の製品としており、カペッリ・ダンジェロの直径は、0.78 mm から 0.88 mm の間である。

## 日本における表記と発音
日本では、パスタ販売元も含めて「カッペリーニ」という表記が用いられているが、イタリア語の capellini の綴りと発音 [kapelˈliːni] に照らせば正確な転記とは言えない｛。
「カッペリーニ」と転記され得るイタリア語の単語には、cappellini（ボンネット）や capperini（小さいケイパー）がある。cappellini という名のパスタがあるが（より正確な転記はカッペッリーニ）、これは小さい帽子型のパスタである。